# Weiß Ferdl

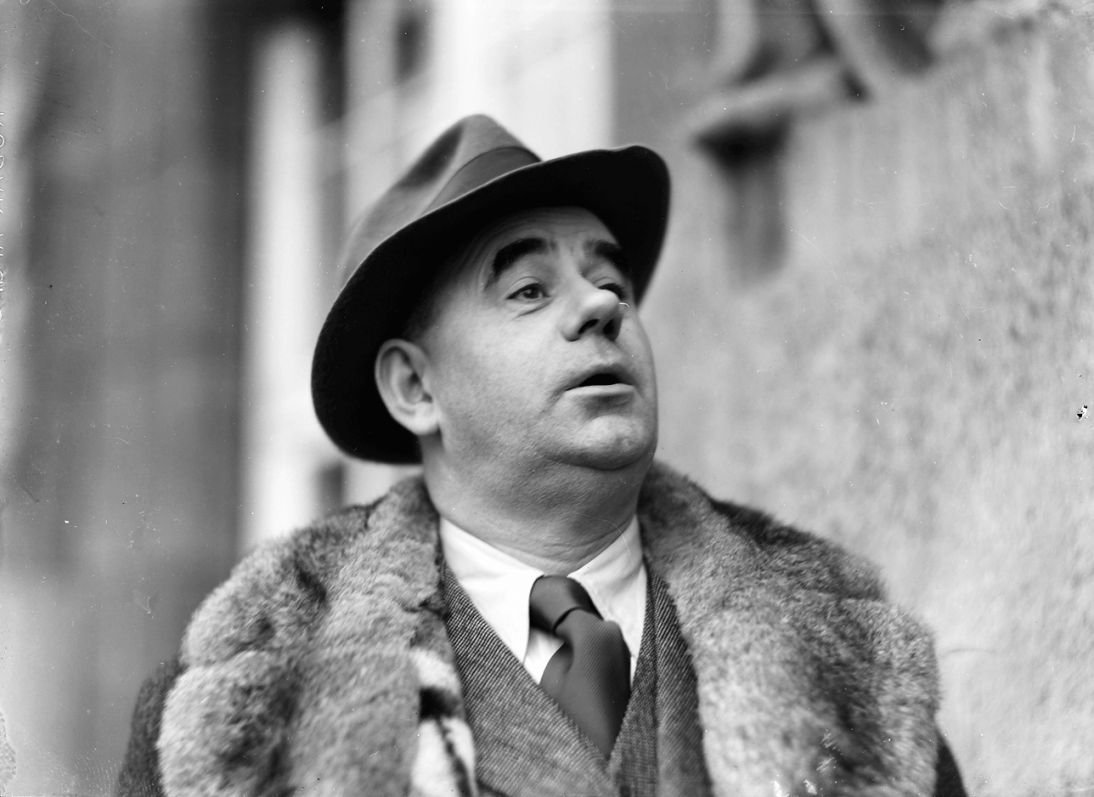
Weiß Ferdl, 1936

Weiß Ferdl (* 28. Juni 1883 in Altötting; † 19. Juni 1949 in München; eigentlich Ferdinand Weisheitinger) war ein deutscher Humorist. Er zählt zu den bekanntesten bayerischen Volkssängern und Volksschauspielern. Berühmt bleibt er mit seinem Gesangsvortrag Ein Wagen von der Linie 8, eine Satire auf die Münchner Trambahn, die zur Hymne vieler Trambahnfreunde wurde.

## Leben

Telefunken-Schellackplatte mit dem Lied Ein Wagen von der Linie 8

Als Kind einer alleinstehenden Kellnerin wurde er vorwiegend von seiner Großmutter erzogen. In Salzburg besuchte er die Domschule und war eine Zeit lang Domsingknabe. In Altötting absolvierte er eine Ausbildung zum Schriftsetzer. Nach der Lehre zog es ihn 1902 nach München, wo er im Bannkreis von Volkssängern seine Neigung zur Bühne entdeckte. 1903 bis 1905 leistete er seinen Militärdienst in Metz.
Das Münchner Platzl, ein Szenelokal für volkstümliche Unterhaltung, gewährte ihm 1907 sein erstes Engagement. Bereits sieben Jahre später wurde er dessen Direktor. Aufgrund seiner immer größeren Erfolge beim Publikum blieb Weiß Ferdl dem Platzl bis zum Ende seiner Bühnentätigkeit treu.
Im Ersten Weltkrieg wurde der Gesangshumorist als Unteroffizier der Reserve eingezogen. Sein Regiment rückte an die Westfront in die Nähe von Arras. Zur Aufheiterung der Soldaten im strapaziösen Grabenkrieg betätigte sich Weiß Ferdl bald darauf als Alleinunterhalter. Die Ablenkung vom Kriegsalltag wurde im Hinterland unter anderem in Fronttheatern gesucht. Im März 1916 war Weiß Ferdl Chef der zwölfköpfigen Singspieltruppe der 1. baierischen Reservedivision und erwies sich in der Truppenbetreuung als Talent. Von ihm vor Ort verfasste Texte versuchten dem mörderischen Alltag in heiteren Szenen und Heimatträumen entspannende Augenblicke entgegenzusetzen. Die nach Kriegsende heimkehrenden Soldaten schwärmten vom Platzl im Felde, wie Weiß Ferdls Truppe prägnant vom Publikum getauft worden war.
Der Künstler nahm seine Vorstellungen im Platzl in München wieder auf und wurde 1921 Direktor der Gast- und Vergnügungsstätte. Die Schauspielerei prädestinierte Weiß Ferdl aber auch für Filmauftritte. Nach zwei Stummfilmstreifen (1928 und 1929) kam sein Talent der spitzen Zunge im Tonfilm bestens zur Geltung. In den 1930er Jahren spielte er in rund 20 (Heimat-)Filmen mit. Hierdurch wurde er im ganzen damaligen Reich bekannt und zu einem vermögenden Mann.
Weiß Ferdl war früh Sympathisant der Nationalsozialisten, pflegte Umgang mit ihren Parteigrößen in München und trat ab 1922 bei Unterhaltungsabenden der NSDAP auf. Schon 1933 besuchte er Hitler auf dem Obersalzberg und berichtete darüber begeistert in seinem Buch „Guat troffa“. 1935 trat er der NSV bei, 1936 dem NSKK, am 1. Mai 1937 der NSDAP (Mitgliedsnummer 5.774.705). Viele seiner Gstanzln bedienten verbreitete antisemitische Klischees. Mit besonders gehässigem Spott bedachte er dabei die assimilierten Juden und brachte damit die Doktrin von der biologischen Determiniertheit in populärer Form zum Ausdruck, wie z. B. in dem Vers:

„Der Kohn, der lässt sich taufen, nur weg’n die bösen Leut,
 Er nimmt den Namen Schmid an, was ihn besonders freut,
 Doch kann er sich nicht merken den Namen «Julius Schmid»
 Und fragt man ihn: Wie heißen S’, dann sagt er «Schmulius Jüd».“

Während des Hitler-Ludendorff-Prozesses ergriff Weiß Ferdl im Hofbräuhaus pathetisch Partei für die angeklagten Putschisten:

„Sagt, was haben die verbrochen?
 Soll es sein gar eine Schand,
 Wenn aus Schmach und Not will retten,
 Man sein deutsches Vaterland?“

In der Zeit des Nationalsozialismus und besonders während des Krieges gerierte er sich auch kritisch, z. B. wenn er seinem Publikum erzählte, er wisse zwar sicher, dass 98 Prozent der Bevölkerung fest hinter dem Regime stünden, habe aber aus irgendwelchen Gründen das Pech, auf der Straße immer nur die übrigen zwei Prozent zu treffen. 1943 machte er im Reichsfunk den „Vorschlag“ die kriegführenden Parteien könnten ja ihre eigenen Städte bombardieren – das spare Kraftstoff. Ebenso war er kurz im Gefängnis, weil er eine Schweinefamilie vorstellte: „Sohn Mann, Tochter Mann, Frau Mann, Herr Mann“ (eine Anspielung auf Hermann Göring). Als er wiederkam, stellte er sie wieder vor: „Sohn Mann, Tochter Mann, Frau Mann – und wegen dem Schwein da saß ich im Gefängnis!“
In einem seiner Programme machte er sich mit folgendem Vers über die Massenorganisationen der Nazis lustig:

„Die kleinen Bäumchen im kühlen Grund
 die sind im NS-Bäumchenbund
 damit ihnen nichts passiert.“

Als er deswegen Ärger bekam, sagte er in der nächsten Vorstellung:

„Die kleinen Bäumchen im kühlen Grund
 sind NICHT im NS-Bäumchenbund
 damit MIR nichts passiert.“

Wegen seiner Kritiken war auch ständig ein Polizist anwesend. So kam er mit einem Koffer auf die Bühne und erklärte: „Da ist unsere Regierung drin!“ Der Polizist befahl ihm, den Koffer zu öffnen. Beim Durchsuchen rief er: „Das sind ja alles Lumpen!“ Darauf Ferdl: „Das haben Sie gesagt.“ Wegen eines Herzleidens musste der Komiker 1943 seine Bühnentätigkeit aufgeben.
Nach Kriegsende zog die amerikanische Militärregierung den Mercedes des wohlhabenden Volkssängers ein. Nur in dieser Zeit fuhr er jemals mit der Straßenbahn und legte so die Grundlage für sein späteres Erfolgslied über die Linie 8.
Im Zuge der Entnazifizierung gab sich Weiß Ferdl trotz seiner Mitgliedschaft in mehreren NS-Unterorganisationen selbst als Bedrohter und verwies dabei auf Zwistigkeiten mit der Parteiführung aufgrund seiner Witze. Im Spruchkammerverfahren am 27. Oktober 1946 wurde er als Mitläufer zu einem Sühnebetrag von 2.000 Reichsmark verurteilt; für die, so das Gericht, „braunen Spritzer“ auf seiner Weste.

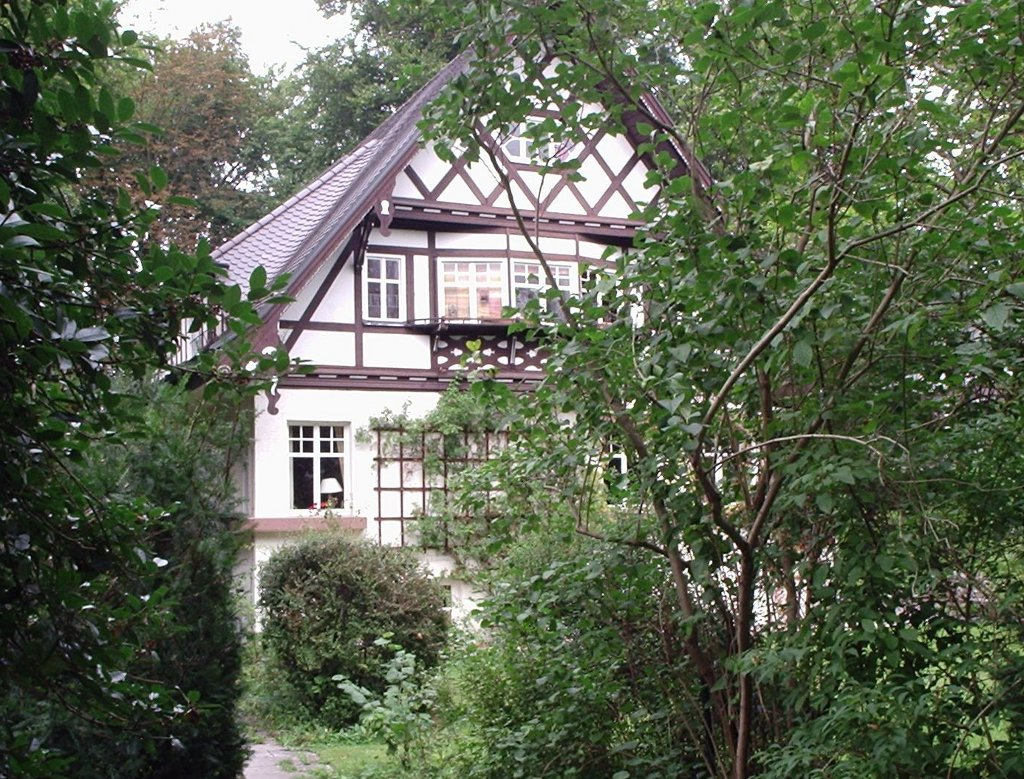
Weiß-Ferdl-Haus in Solln, Diefenbachstr. 6

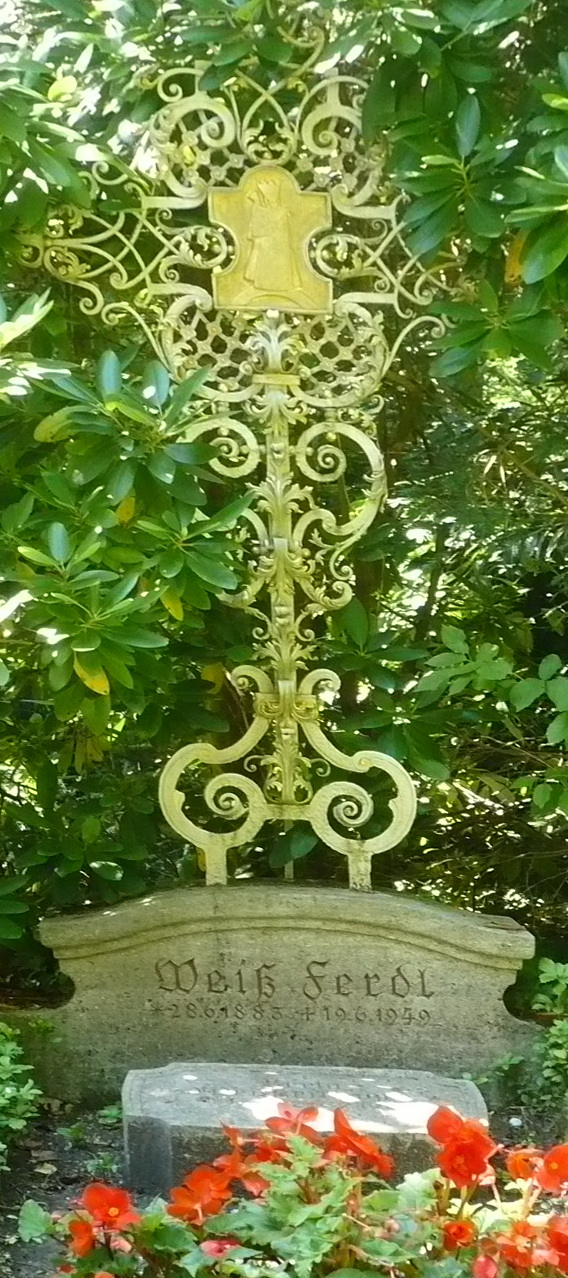
Grabstätte des Weiß Ferdl auf dem Waldfriedhof Solln

Obwohl seit 1943 herzkrank, nahm er 1947 seine künstlerische Arbeit wieder auf. Zu Lebzeiten wohnte Weiß Ferdl in Solln, in der früheren Adolf-Hitler-Allee, heute Diefenbachstraße 6, im nach ihm benannten „Weiß-Ferdl-Haus“. Weiß Ferdl starb 1949 an Herzversagen und wurde auf dem Münchner Waldfriedhof Solln bestattet (Grabstätte Nr. 3-W-3).

## Wirken
Weiß Ferdl schrieb deftig-kritische Verse. Viele seiner Sketche und Lieder wurden über Bayern hinaus bekannt, waren doch die Preißn eine beliebte Zielscheibe seines Vortrags. Er verfasste mehrere Bühnenstücke und schrieb auch Bücher. Neben seinen Filmprojekten bewältigte er zeitweilig bis zu neun Vorstellungen pro Woche auf der Theaterbühne des Platzl. Dort führte er auch Werke des Augsburger Komponisten Max Welcker auf. Die Zusammenarbeit der beiden begann in den 1920er-Jahren und erstreckte sich bis zum Beginn des Zweiten Weltkrieges. Zu Weiß Ferdls Dichtung Aschauer Lied schrieb Welcker die Musik. Das humoristische Männerquartett Stilleben (1922) sowie das Lied vom Augsburger Zwetschg’n-Datschi Op. 93.7 (1921) führte Weiß Ferdl mit seinem Ensemble mit großem Erfolg monatelang im Platzl auf.

Als bekanntestes Stück auf Humorschallplatten findet sich Ein Wagen von der Linie 8. Zahlreiche weitere Tondokumente und Mitschnitte von Auftritten sind auch heute noch von ihm zu hören.

## Gedenken

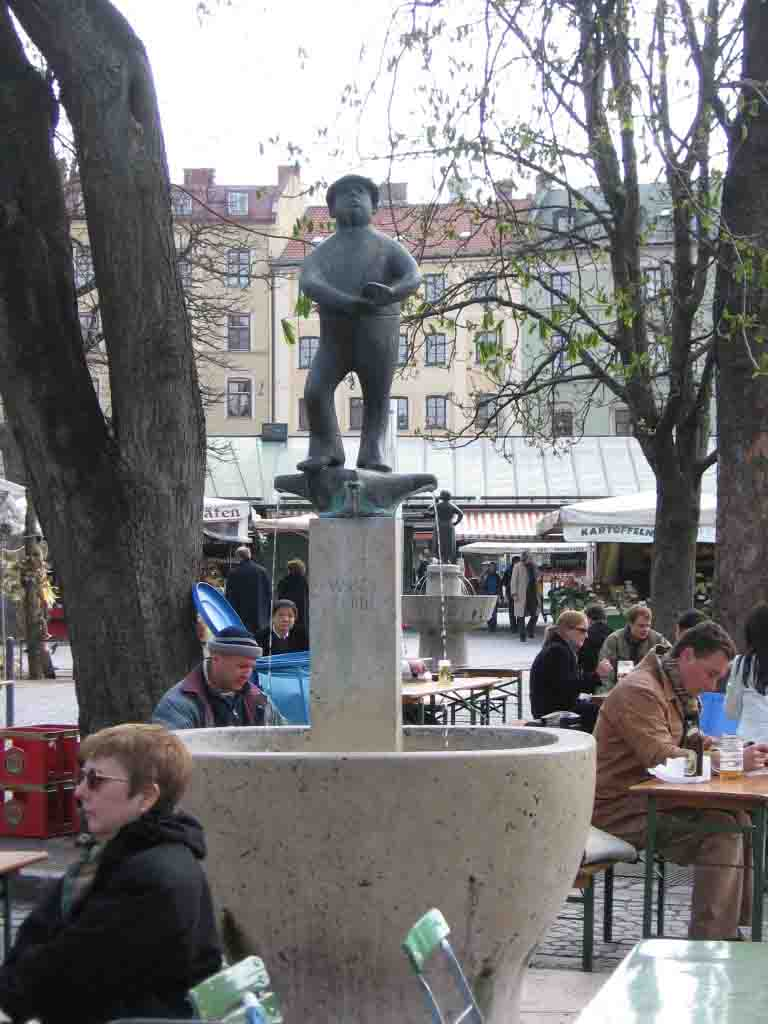
Weiß-Ferdl-Brunnen auf dem Münchner Viktualienmarkt

Auf dem Münchner Viktualienmarkt erinnert seit 1953 ein Brunnendenkmal von Josef Erber an den Weiß Ferdl. Die Brunnensäule trägt die Inschrift Münchner Bürger ihrem Volkssänger.
Zudem sind nach ihm mehrere Straßen benannt: So gibt es Weiß-Ferdl-Straßen in Altötting, Garching an der Alz, Kastl, Kirchdorf–Machendorf, Kirchheim-Heimstetten, München-Kleinhadern, Nandlstadt sowie Unterneukirchen-Obergünzl und einen Weiß-Ferdl-Weg gibt es in Eichenau und Ergolding.
Außerdem ist die Weiß-Ferdl-Mittelschule in Altötting nach ihm benannt.

## Werke

### Filme
- 1928: Hinter Klostermauern (Stummfilm)
- 1929: Links der Isar – rechts der Spree (Stummfilm)
- 1930: Der unsterbliche Lump
- 1931: Das Lied der Nationen
- 1931: Die Mutter der Kompagnie
- 1932: Wenn dem Esel zu wohl ist
- 1932: Der Schützenkönig
- 1933: Meisterdetektiv
- 1933: Konjunkturritter
- 1934: Die beiden Seehunde
- 1934: Der Meisterboxer
- 1935: Alles weg’n dem Hund
- 1936: Der müde Theodor
- 1936: Befehl ist Befehl
- 1937: Gordian, der Tyrann
- 1937: Der Lachdoktor
- 1939: Der arme Millionär
- 1940: Wunschkonzert (Auftritt)

### Schriften
- Ich bin kein Intellektueller. Ein heiteres Buch. Hugendubel, München 1941.
- Bayerische Schmankerl. Hrsg.: Bertl Weiss. dtv, München 1982, ISBN 3-423-01752-X.

Seit 1. Januar 2020 sind die Werke in Deutschland gemeinfrei.